# Sarpourenx
Sarpourenx é uma comuna francesa na região administrativa da Nova Aquitânia, no departamento dos Pirenéus Atlânticos. Estende-se por uma área de 3,33 km². Em 2010 a comuna tinha 337 habitantes (densidade: 101,2 hab./km²).